# هوانگ ته-سونگ
هوانگ ته-سونگ (انگلیسی: Hwang Te-song؛ زادهٔ ۲۰ دسامبر ۱۹۸۹) بازیکن فوتبال اهل کره جنوبی است.